# Bidonville

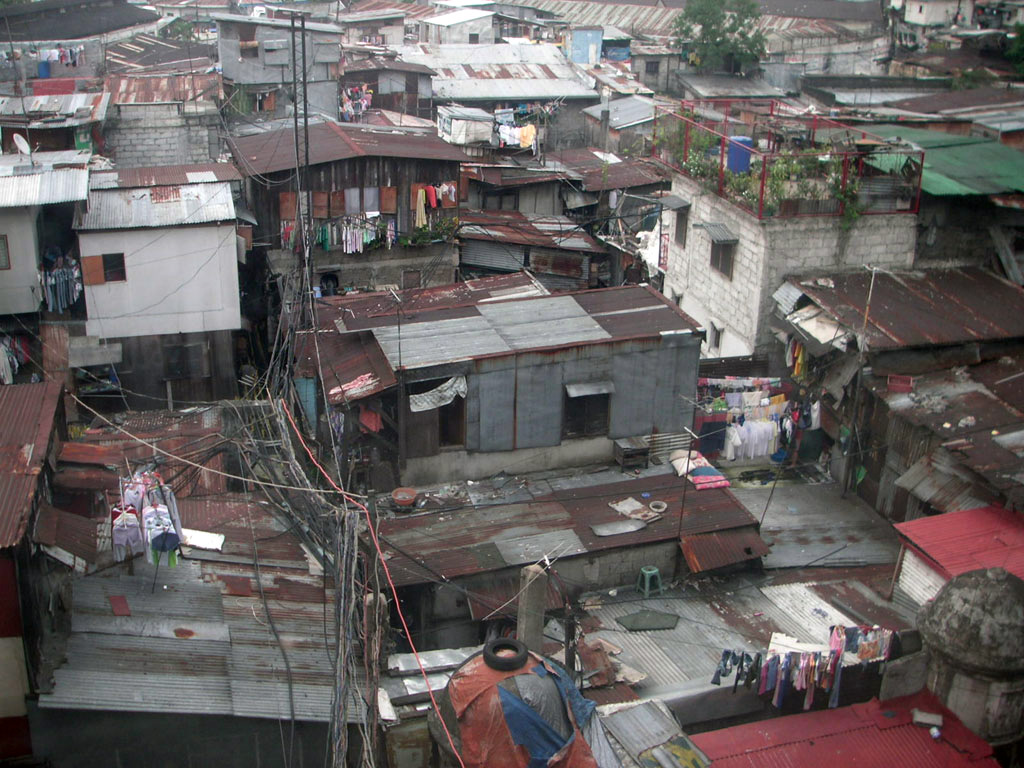
Bidonville à Manille aux Philippines.

Un bidonville, comme défini par le Programme des Nations unies pour les établissements humains, est la partie défavorisée d'une ville caractérisée par des logements très insalubres et construits par les habitants avec des matériaux de récupération, une grande pauvreté et sans aucun droit ou sécurité foncière. D'après les Nations unies, le pourcentage de citadins qui vit dans des bidonvilles est passé de 47 à 37 % dans les pays en développement entre 1990 et 2005. Cependant, à cause de l'accroissement de la population mondiale et surtout de la population urbaine, le nombre d'habitants des bidonvilles est en augmentation. Un milliard de personnes sur la planète vivait dans des bidonvilles en 2008 et les prévisions sont de deux milliards pour 2030.

## Terminologie

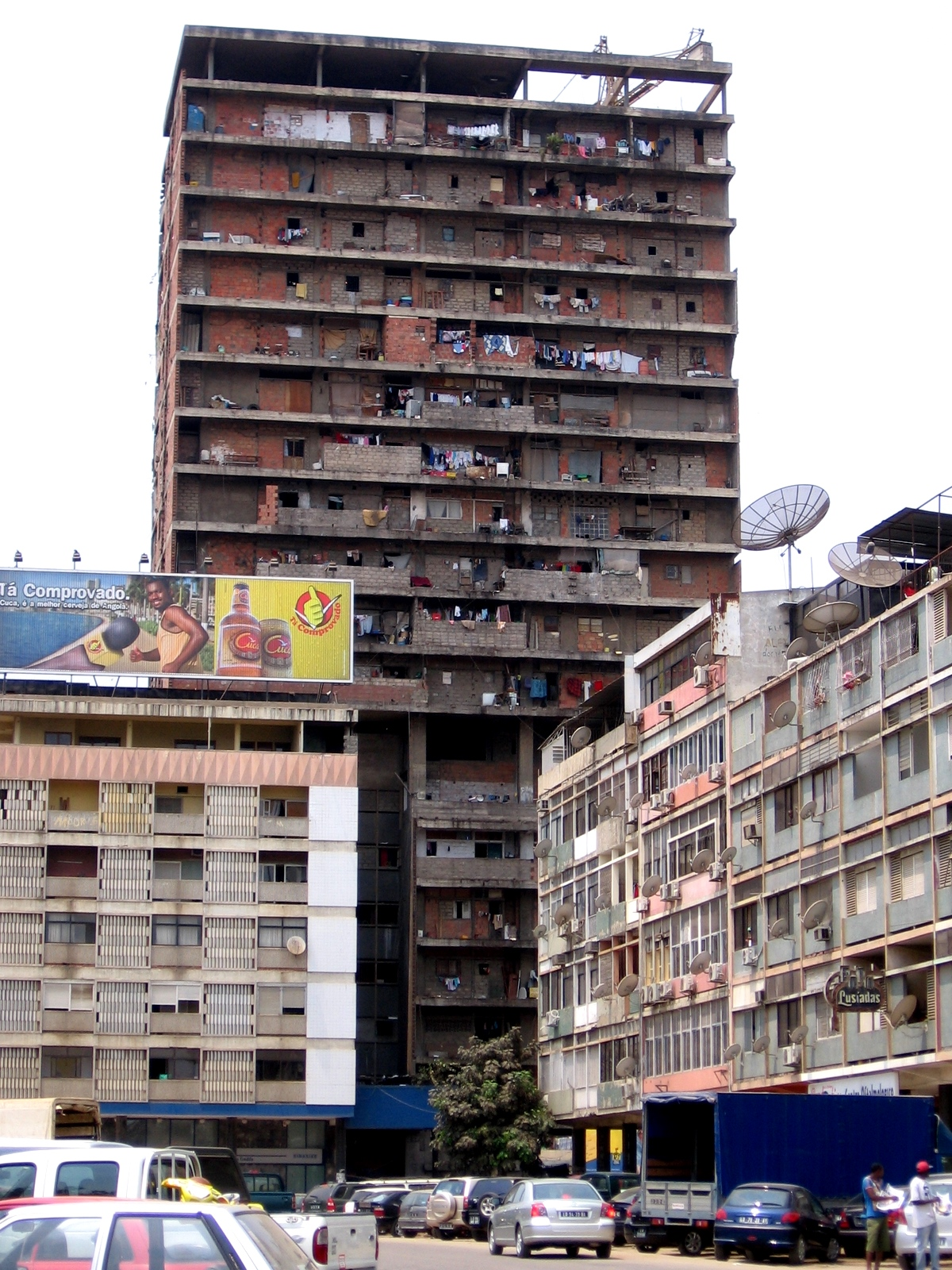
Un « bidonville vertical » à Luanda, Angola.

Bidonville a d'abord été un toponyme désignant un quartier bien précis de Casablanca, attesté dès le début des années 1930 par plusieurs récits de voyage francophones et anglophones, comme dans ce livre du militaire Jean Ravennes :
Les huttes de Bidonville scintillent comme une petite mer dans une vaste dépression; les miséreux, qui ont inventé son nom pittoresque, ignoré des cartographes, l'ont bâtie avec les vieux bidons d'essence, qu'on n'a pas le temps ici de récupérer.
L'intérêt onomastique de ce témoignage est salué dans une recension publiée dans le numéro de juin 1931 du Bulletin du Comité de l'Afrique française, ce qui explique peut-être la diffusion rapide du mot, qui va bientôt être utilisé comme nom commun dans toute l'Afrique française du Nord, puis dans la métropole. Il est ainsi employé quelques mois plus tard par un médecin dans La Voix du Tunisien à propos d'habitats précaires à Tunis.
Ce mot a progressivement pris une signification plus large, proche des termes anglais shanty town et slum. D'autres noms existent, propres à chaque langue, voire à chaque pays ou chaque ville comme les maquis de Paris à la fin du XIXe siècle. Il existe une grande variété de noms locaux : les achwayates en Algérie, les mapane ou matiti au Gabon, les gecekondus en Turquie, les favelas au Brésil, les musseques en Angola, jhugi ou bustee en Inde, kachi abadi au Pakistan, slum, kijiji ou korogocho au Kenya, mudduku au Sri Lanka, imijondolo/township en Afrique du Sud, karyane et brarek au Maroc, bairro de lata au Portugal, lušnynai en Lituanie, mahalale en Roumanie ou encore kartonsko naselje en Serbie. Dans les pays hispanophones, on trouve barrio en République dominicaine, ranchos au Venezuela, asentamientos au Guatemala, cantegriles en Uruguay, ciudades perdidas ou colonias (mais ce terme peut aussi s'appliquer à des quartiers chics) au Mexique et dans le sud du Texas, invasiones en Équateur et Colombie, poblaciones callampas, poblas ou campamentos au Chili, chacarita au Paraguay, chabolas en Espagne, pueblos jóvenes ou barriadas au Pérou, villas miseria en Argentine ou precario/tugurio au Costa Rica.

## Histoire des définitions successives
Les premières définitions des bidonvilles remontent au XIXe siècle, en particulier sous l'impulsion du chercheur et philanthrope britannique Charles Booth, auteur de Life and Labour of the People of London. Le bidonville y est vu comme « un amalgame de conditions de logement sordides, de surpeuplement, de maladie, de pauvreté et de vice », incluant ainsi une dimension morale.
Dans The Slums of Baltimore, Chicago, New York and Philadelphia de 1894, les slums sont définis comme des « zones de ruelles sales, notamment lorsqu'elles sont habitées par une population de misérables et de criminels ».
Cette dimension morale va diminuer au cours du XXe siècle, en réalisant que les habitants des bidonvilles sont plus souvent victimes que générateurs de la criminalité et sont dans des situations différentes d'appréhension du problème par les urbanistes d'état et de villes selon le pays. Chaque pays, voire chaque ville utilise une définition différente, avec des critères adaptés à la situation locale.
Il n'y a pas actuellement de « définition universelle » des bidonvilles. Une définition très simple telle que proposée par le Programme des Nations unies pour les établissements humains (ONU-Habitat) est :

« Une zone urbaine très densément peuplée, caractérisée par un habitat inférieur aux normes et misérable. »

Cette définition inclut les éléments de base de la plupart des bidonvilles : surpeuplement, habitat de mauvaise qualité, et pauvreté. Mais face aux diverses définitions générales, l'ONU-Habitat a eu besoin d'une définition opérationnelle, utilisable par exemple pour recenser le nombre d'habitants des bidonvilles ; elle a donc recensé les caractéristiques communes des bidonvilles, d'après les définitions existantes :
1. Manque des services de base : principalement l'accès à l'eau potable et l'assainissement (toilettes et latrines), mais aussi électricité, gestion des déchets, éclairage et pavage des rues...
2. Habitat non conforme aux normes : non seulement les habitations peuvent ne pas être conformes aux normes municipales et nationales de construction (mauvais matériaux de construction), mais elles peuvent se situer à un emplacement illégal.
3. Surpopulation / hautes densités : les maisons peuvent être occupées par plusieurs familles ; plusieurs personnes peuvent partager la même pièce pour dormir, manger, voire travailler.
4. Conditions de vie malsaines et / ou dangereuses : l'absence d'assainissement entraine une plus grande propagation de maladies ; les maisons sont parfois bâties sur des terrains inondables, pollués ou sujets aux glissements de terrain.
5. Précarité du logement : cette caractéristique est souvent centrale. Elle prend en compte le fait que les occupants des bidonvilles n'ont souvent pas de contrat de location ou de titre de propriété, et que certains quartiers soient construits sur des zones à l'origine non habitables.
6. Pauvreté et exclusion sociale : sans être une caractéristique inhérente aux bidonvilles (les pauvres habitent aussi en dehors des bidonvilles, et ceux-ci n'abritent pas que des pauvres), la pauvreté en est une cause et souvent une conséquence.
7. Taille minimale : pour qu'une zone soit considérée comme un bidonville et non comme un simple taudis, elle doit comporter plus d'habitations qu'un simple campement. Les seuils courants sont de l'ordre de 700 m2 (Calcutta) ou 300 personnes / 60 foyers (législation fédérale indienne).

Afin de pouvoir effectuer un recensement global, l'UN-Habitat a ainsi retenu une définition opérationnelle, adoptée officiellement au sommet des Nations unies de Nairobi en 2002. Elle s'en tient aux dimensions physiques et légales des implantations, et laisse de côté les dimensions sociales, plus difficile à quantifier. Les critères retenus sont :

« l'accès inadéquat à l'eau potable, l'accès inadéquat à l'assainissement et aux autres infrastructures, la mauvaise qualité des logements, le surpeuplement, et le statut précaire de la résidence. »

Un « bidonville », au sens des Nations unies, est donc une zone urbaine présentant certains de ces aspects. Des seuils ont été définis, comme 20 litres d'eau potable par jour et par personne provenant d'une source « améliorée », ou une surface minimale de 5 m2 par personne ; sur le terrain, ces seuils sont toutefois adaptés à la situation.

## Généralités

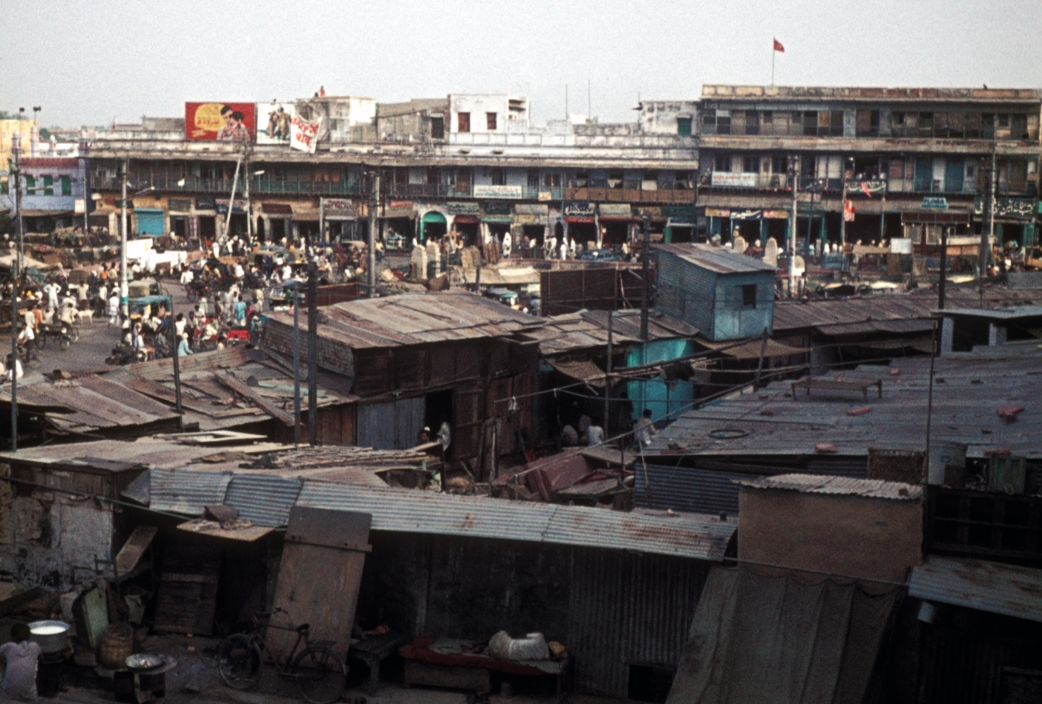
Bidonville à Delhi (en 1973).

Selon un rapport sur l'« urbanisation mondiale durable » de 2007 par l'Institut Worldwatch (ONG, organisme de recherche indépendant), alors que la part de l'argent consacrée au logement ou au loyer ne cesse d'augmenter, plus de la moitié des 1,1 milliard de personnes censées s'ajouter à la population mondiale d'ici 2030 (environ 70 millions de personnes supplémentaires par an pour les années 2000) pourrait vivre dans des bidonvilles si l'on ne reconsidère pas les priorités de développement global.
Selon un rapport des Nations unies de juin 2006, près d'un citadin sur trois habite déjà dans un bidonville. En Afrique, la croissance de ces quartiers précaires atteint 4,5 % par an. Dans les pays développés, 6,4 % de la population totale vit dans des bidonvilles ou des taudis.
Les bidonville-ghettos se retrouvent essentiellement dans les grandes villes d'Asie du Sud et du Sud-Est. Ils sont symptomatiques de ces mégapoles en devenir qui ont pensé l'urbanisation pour leur hypercentre mais n'ont pas pu anticiper ce qui se passerait dans leurs faubourgs. À Jakarta, par exemple, les ONG estiment que chaque année, 50 000 migrants rejoignent des bidonvilles. À New Delhi, ils seraient 60 000. À Manille, Jakarta, Phnom Penh, Calcutta et même Hô Chi Minh-Ville, les zones de précarité ont pris une telle ampleur qu'elles atteignent le centre-ville mais ne jouissent d'aucune des infrastructures disponibles.

## Description
La majeure partie des bidonvilles, à leur début, sont dépourvus de toute infrastructure (électrification, écoulement des eaux usées, ramassage des ordures, écoles, postes de santé…). La pauvreté, la promiscuité, le manque d'hygiène réunissent les conditions de développement de foyers infectieux, pouvant être source de pandémies futures.
De nombreuses associations agissent pour améliorer cette situation et parfois des États, en rendant légale l'occupation des sols, ont investi dans l'infrastructure.
Cependant, dans la majeure partie des pays du monde, la « résorption des bidonvilles » a consisté à repousser toujours plus loin du centre-ville les familles et groupes habitant ces bidonvilles. En dispersant ainsi les personnes, les réseaux de survie, fondés sur les relations entre les gens, se trouvent cassés, rendant plus aléatoire encore la possibilité de se sortir de cette situation.
Dans les pays en développement, la plupart des bidonvilles sont situés en périphérie, mais les habitants cherchent cependant à se rapprocher le plus possible de lieux où ils pourraient trouver du travail.

### Impacts sanitaires
Les bidonvilles sont des zones bondées, dues à l'exode rural et aux statuts économiques faibles des personnes y résidant qui ne leur permet pas d'avoir un logement classique. La plupart du temps, dépourvus de toute infrastructure (électrification, écoulement des eaux usées, ramassage des ordures, écoles, postes de santé...), les bidonvilles sont des foyers infectieux permettant la prolifération de nombreuses maladies. Au commencement, les nombreux ruraux allant vers les villes dans l'espoir d'y trouver un travail, sont souvent accompagnés de leurs animaux de ferme porteurs de maladies alors inconnues pour la ville.
Parallèlement au problème de la surpopulation, les bidonvilles sont majoritairement construits dans des sites dangereux, que ce soit sur le plan géologique ou sur le plan sanitaire. En effet, certains sont construits à flancs de collines et d'autres sur des décharges publiques. Les habitations des bidonvilles sont construites avec des matériaux de récupération tels que la ferraille et le plastique. Ces logements sont très petits et non adaptés aux nombreuses personnes qui y vivent. Cette proximité entre les individus multiplie fortement les risques de propagation des maladies. Outre les maladies infectieuses, les habitants des bidonvilles développent de nombreuses maladies respiratoires telles que l'asthme, en raison de l'absence de fenêtres en nombre suffisant et plus généralement d'ouvertures sur l'extérieur.
Le manque d'eau est un problème récurrent dans les bidonvilles. Ce problème entraîne une mauvaise hygiène corporelle et également une mauvaise hygiène de vie qui provoque de nombreuses infections et maladies telles que le choléra ou la gale. En effet, les habitants des bidonvilles sont généralement contraints de boire et de cuisiner avec de l'eau contaminée. Quant à l'eau potable, elle reste un bien de luxe, vendue à des tarifs inaccessibles pour cette population.
Le manque d'eau potable est responsable de plus de 5 millions de morts chaque année et de centaines de millions de maladies hydriques.
Très peu de bidonvilles disposent de systèmes d'évacuation des eaux usées ou des déchets solides. Les habitants sont donc obligés de les jeter à même le sol ce qui signifie qu'ils vivent entourés de déchets, de matières fécales et d'eaux polluées qui constituent un terrain favorisant le développement d'insectes porteurs de maladies telles que la malaria. En ce qui concerne les infrastructures sanitaires telles que les toilettes et les douches, elles sont absentes ou en nombre nettement insuffisant. Dans les bidonvilles du Kenya, différentes solutions sont mises en œuvre afin d'améliorer la qualité des toilettes. Cela reste cependant, à l'échelle de la planète, des initiatives touchant peu de personnes. De plus, les déchets, en se consumant, dégagent des vapeurs toxiques. Celles-ci s'ajoutent aux rejets toxiques provenant des usines, ce qui dégrade d'autant plus la qualité de l'air, entraînant une augmentation considérable des infections respiratoires. Selon une étude de l'OMS, on dénombre chaque année dans les pays en voie de développement 50 millions de cas de problèmes respiratoires, cardio-vasculaires et de cancers directement en lien avec la pollution de l'air.
L'accès aux soins est fortement inégal. Il y a une corrélation entre l'accès aux soins et le statut socio-économique : seuls les plus nantis fréquentent les infrastructures de soins. Les habitants des bidonvilles n'ayant pas de couverture sociale suffisante pour accéder aux soins, le corps médical n'y est pas suffisamment présent.

## Apparition
L'explosion démographie dans les pays du sud amorcée dans les années 1960 est due à deux facteurs principaux : grâce aux exportations de moyens de production mécaniques fabriqués dans les pays occidentaux qui ont reconverti leurs industrie de guerre développée lors de la Seconde Guerre mondiale vers un outil de production , et de la révolution verte qui augmentent ses rendements grâce aux engrais. La mécanisation de l'agriculture mène à des exploitations de plus en plus grandes qui nécessitent de moins en moins de paysans, ce qui entraîne un exode rural vers les villes dans l'espoir d'y trouver un travail.
Ce sont ces afflux de paysans sans terre qui génèrent ces premiers bidonvilles.
En 1980 le consensus de Washington aggrave encore la situation pour les petites exploitations du sud en supprimant les barrières douanières, ce qui a permis aux grosses entreprises occidentales (subventionnées) de s'implanter sur les marchés nationaux.

## Situation actuelle

Proportion de la population urbaine de chaque pays vivant dans des bidonvilles, d'après les définitions et les recherches de l'UN-Habitat en 2005 :
0-10 %
10-20 %
20-30 %
30-40 %
40-50 %
50-60 %
60-70 %
70-80 %
80-90 %
90-100 %
Pas de données

| Région                      | Population totale | Population urbaine | Population urbaine  | Population en bidonvilles | Population en bidonvilles |
| Région                      | Population totale | Total              | % de la pop. totale | Total (estimation)        | % de la pop. urbaine      |
| --------------------------- | ----------------- | ------------------ | ------------------- | ------------------------- | ------------------------- |
| Régions développées         | 1 194             | 902                | 75,5 %              | 54,1                      | 6,0 %                     |
| Régions en développement    | 4 940             | 2 022              | 40,9 %              | 869,9                     | 43,0 %                    |
| Afrique du Nord             | 146               | 76                 | 52,0 %              | 21,3                      | 28,2 %                    |
| Afrique sub-saharienne      | 667               | 231                | 34,6 %              | 166,2                     | 71,9 %                    |
| Amérique latine et Caraïbes | 527               | 399                | 75,8 %              | 127,6                     | 31,9 %                    |
| Asie orientale              | 1 364             | 533                | 39,1 %              | 193,8                     | 36,4 %                    |
| Asie centrale et du Sud     | 1 507             | 452                | 30,0 %              | 262,3                     | 58,8 %                    |
| Asie du Sud-Est             | 530               | 203                | 38,3 %              | 56,8                      | 28,0 %                    |
| Proche et Moyen-Orient      | 192               | 125                | 64,9 %              | 41,3                      | 33,1 %                    |
| Océanie                     | 8                 | 2                  | 26,7 %              | 0,5                       | 24,1 %                    |
| Pays les moins avancés      | 685               | 179                | 26,2 %              | 140,1                     | 78,2 %                    |
| Monde                       | 6 134             | 2 923              | 47,7 %              | 924,0                     | 31,6 %                    |

### Bidonvilles par pays

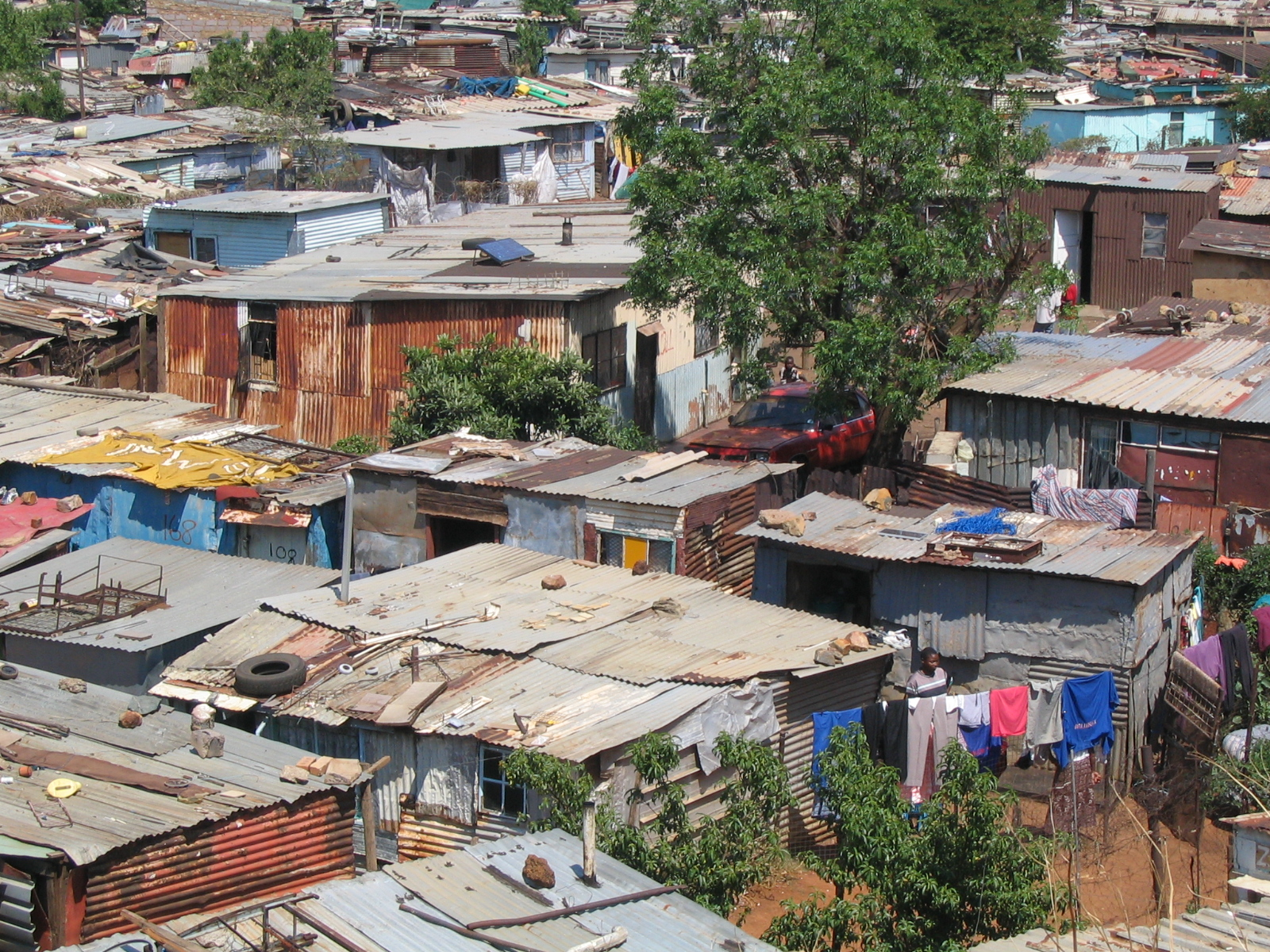
Township de Soweto, Afrique du Sud.

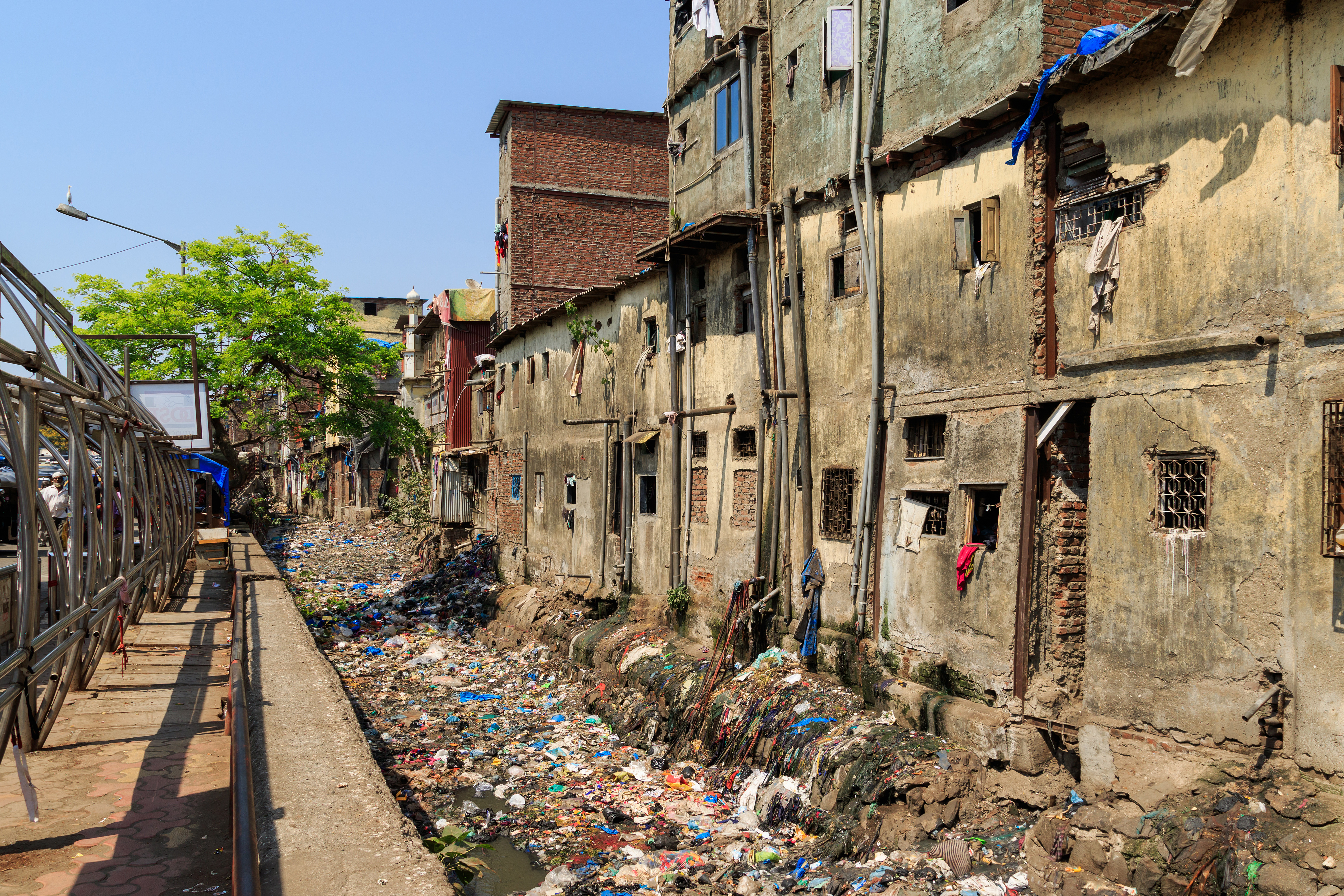
Un bidonville à Bombay.

- En Afrique du Sud, les townships se distinguent des bidonvilles proprement dits. Les premiers sont construits en dur et ont une existence légale, souvent planifiée par les architectes de la ségrégation raciale puis de l'apartheid, tandis que les seconds sont des constructions illégales. Les townships d'Afrique du Sud regroupent les habitants de couleurs, principalement les noirs et peuvent compter jusqu'à près de deux millions d'habitants à l'instar de Soweto près de Johannesbourg. Les townships les plus célèbres sont ceux de Mamelodi près de Pretoria, de Khayelitsha près du Cap (le plus grand d'Afrique du Sud[21]), d'Alexandria près de Johannesburg ou encore de Sharpeville.
- Au Brésil, les bidonvilles sont appelés favelas.
- En Inde, celui de Dharavi en Bombay compte environ 700 000 habitants[22]. De vastes programmes ont été lancés permettant aux promoteurs de détruire des quartiers entiers de bidonvilles à condition de reloger la population.
- Au Kenya, Kibera est l'un des plus grands bidonvilles d'Afrique.
- À Madagascar, 72 % de la population urbaine, soit 4 millions de personnes, habitent un bidonville[23].
- En Namibie, le township le plus important est celui de Katutura.
- En Chine comme aux Philippines ou en Indonésie, les bidonvilles sont régulièrement rasés, poussant les populations à partir habiter plus loin ou parfois à reconstruire au même endroit.
- En Turquie, ils sont appelés gecekondu.

#### Townships britanniques
Au Canada, en Australie, aux États-Unis, comme dans les autres terres colonisées par la Grande-Bretagne, le terme historique de « township » est perçu comme un campement de colons organisé sous le système cantonal de partage des terres. Le terme est cependant resté et reste aujourd'hui associé aux villes et villages bâtis sur les campements d'origine.

#### Bidonvilles français
Après la Seconde Guerre mondiale, du fait de la destruction de certaines cités, du niveau de pauvreté, de l'exode rural et de la venue de main-d'œuvre étrangère, se pose un problème crucial de logement pour les sans-abri. Les bidonvilles de Nanterre (situé à l'emplacement actuel de la préfecture des Hauts-de-Seine) et de Noisy-le-Grand furent les plus notoires en périphérie de Paris. Il faudra attendre presque le milieu des années 1970 pour que la politique de résorption des bidonvilles impulsée par le premier ministre Jacques Chaban-Delmas porte totalement ses fruits et que ces bidonvilles disparaissent avec le relogement des familles qui y vivaient. L'abbé Pierre sera l'un de ceux qui porteront assistance aux habitants des bidonvilles, surtout pendant l'hiver 1954, qui fut particulièrement froid. Avec l'argent rassemblé à la suite de son appel à la radio, il fera construire des cités d'urgence (dont celle de Noisy-le-Grand ressemble à un bidonville car elle s'inspire du projet de l'architecte américain Martin Wagner, les bâtiments sont en forme de demi-bidon métallique). Ces cités appelées à être provisoires se transformèrent progressivement, dans le meilleur des cas, en cités HLM. Selon l'état des lieux des bidonvilles en France métropolitaine effectué en juillet 2018 par la Délégation interministérielle à l'hébergement et à l'accès au logement (DIHAL), 16 096 personnes habitent dans 497 sites en France dont plus d'un tiers en Île-de-France (33 %).
Dans les années 1960, de nombreux immigrés portugais constituèrent le bidonville de Champigny-sur-Marne, qui compta jusqu'à 10 000 habitants.
Au début du XXIe siècle, en France, perdurent de micro-bidonvilles, généralement cachés à la vue, le long de voies de communication ou dans des friches industrielles :
- Depuis des dizaines d'années, des ouvriers saisonniers agricoles vivent dans un bidonville à Berre-l'Étang (Bouches-du-Rhône) sans électricité ni eau courante, mais avec des sanitaires installés par la Fondation Abbé-Pierre pour le logement des défavorisés, Toilettes du monde et les Compagnons Bâtisseurs[26] ;
- Le bidonville de Cassis, où résidaient 93 Tunisiens, a été démoli en 2005 ;
- Dans les bois aux alentours de Paris (bois de Vincennes, bois de Boulogne), on dénombre en 2007 environ 200 personnes habitant dans des abris de fortune « en dur », la plupart du temps isolés (afin d'être le moins visible possible) mais parfois en petits groupes[27] ;
- Fin 2006, un bidonville habité par des roms de Bulgarie réunit plusieurs centaines de personnes à la marge de Pantin, près du canal de l'Ourcq ;
- À Marseille, le lieu-dit du Ruisseau Mirabeau, du quartier Saint-André, est un bidonville habité par des familles yéniches, manouches et gitanes[28] ;
- La « jungle de Calais », où résident plusieurs milliers de migrants tentant d'entrer sur le territoire britannique.
- À Mayotte, département d'outre-mer, le plus grand bidonville de France s'étend sur les hauteurs du quartier de Kawéni, à Mamoudzou. D'autres bidonvilles existent dans la commune, comme à Cavani, et plus largement dans l'île.

#### Philippines
De plus en plus, aux Philippines, la population se concentre dans les métropoles. Dans cette région de l'Asie du Sud-Est, le taux de croissance des bidonvilles est de 1,34 % par an.
Vivre dans ce milieu a de nombreux impacts nocifs sur la vie d'un individu. Les « urban poors » (citadins pauvres), vivant dans des habitats de la solidité d'une cabane sur des terrains non propices à la construction, sont à chaque fois les premiers touchés par les catastrophes naturelles. Chaque année, les Philippines sont traversées par une trentaine de cyclones.
Dans les grandes villes, plus particulièrement dans les bidonvilles où bien souvent des déchets se consument dégageant des vapeurs toxiques, la qualité de l'air est médiocre. Plus de 60 % des infections respiratoires y sont liées. Le sol et l'eau, pollués par les déchets et rejets des humains et des industries contaminent les personnes qui l'exploitent. Autre problématique : celle de l'accès à l'eau et la potabilité de celle-ci. Le manque d'eau potable est responsable de plus de 5 millions de morts chaque année et de centaines de millions de maladies liées à l'eau.

## Évolution
En 2000, l'Organisation des Nations unies avait pour objectif de sortir 100 millions de personnes des bidonvilles en vingt ans. L'institution dit avoir dépassé ce cap.
Le nombre de personnes vivant dans des bidonvilles augmente dans le monde à un rythme de 30 à 50 millions de personnes par an.
D'ici à 2050, la population des bidonvilles et des taudis, dans le monde pourrait atteindre 1,5 milliard en 2020, et 3 milliards en 2050, (soit un tiers de la population mondiale) si rien n'est fait pour enrayer la tendance.

### Filmographie
- Dodes'kaden, Akira Kurosawa, 1970
- Mémoires d'immigrés, l'héritage maghrébin, Yamina Benguigui, 1997, montrant la visite de Valéry Giscard d'Estaing dans un bidonville
- Los olvidados, Luis Buñuel, 1950
- Le Gone du Chaâba, Azouz Begag, 1998
- Rosetta, Jean-Pierre et Luc Dardenne, 1999
- La Cité de Dieu, Fernando Meirelles, 2002
- Slumdog Millionaire, Danny Boyle, 2008
- Parasite, Bong Joon-ho, 2019